# Söderbysjön-Dammtorpssjön
Söderbysjön-Dammtorpssjön este o arie protejată (arie specială de conservare — SAC, sit de importanță comunitară — SCI) din Suedia întinsă pe o suprafață de 63,2 ha, integral pe uscat.

## Localizare
Centrul sitului Söderbysjön-Dammtorpssjön este situat la coordonatele 59°17′06″N 18°08′57″E / 59.2851°N 18.1491°E.

## Înființare
Situl Söderbysjön-Dammtorpssjön a fost declarat sit de importanță comunitară în iulie 2000 pentru a proteja 3 specii de animale. Situl a fost protejat și ca arie specială de conservare în martie 2011.

## Biodiversitate
Situată în ecoregiunea boreală, aria protejată conține 3 habitate naturale: Pante stâncoase silicioase cu vegetație casmofită, Lacuri eutrofice naturale cu vegetație de tip Magnopotamion sau Hydrocharition, Păduri pe pante, grohotișuri și ravene de Tilio-Acerion.
La baza desemnării sitului se află mai multe specii protejate de  nevertebrate (3): Dytiscus latissimus, Graphoderus bilineatus, libelule (Leucorrhinia pectoralis).